# Julio Aparicio
Julio Aparicio (ur. 30 stycznia 1955) – piłkarz peruwiański, napastnik.
Razem z klubem Universitario Lima Aparicio zdobył w 1974 roku tytuł mistrza Peru. Następnie wziął udział w turnieju Copa Libertadores 1975, gdzie w fazie grupowej Universitario wyeliminował urugwajską potęgę CA Peñarol, a walkę o finał przegrał z chilijskim klubem Unión Española.
Jako gracz klubu Universitario wziął udział w turnieju Copa América 1975, gdzie Peru zdobyło tytuł mistrza Ameryki Południowej. Aparicio zagrał tylko w jednym meczu – wyjazdowym spotkaniu z Boliwią, gdzie zmienił na boisku Percy Rojasa.
W 1977 roku wziął udział w eliminacjach do finałów mistrzostw świata w 1978 roku – Aparicio zagrał tylko w jednym meczu, w którym 17 lipca w Cali Peru pokonało 5:0 Boliwię. W tym samym roku przeszedł z klubu Universitario do klubu Club Sporting Cristal.
Będąc piłkarzem klubu Sporting Cristal wziął udział w turnieju Copa Libertadores 1978. Sporting Cristal odpadł już w fazie grupowej, a Aparicio zdobył dla swego zespołu jedyną bramkę w przegranym 1:4 wyjazdowym meczu z klubem Alianza Lima.
Razem z klubem Sporting Cristal Aparicio dwa razy z rzędu zdobył tytuł mistrza Peru – w 1979 i 1980 roku. W turnieju Copa Libertadores 1980 jego klub Sporting Cristal odpadł w fazie grupowej, gdzie nie zdołał nawet nawiązać równorzędnej walki z klubami argentyńskimi CA Vélez Sarsfield i River Plate.
Od 22 czerwca 1975 roku do 17 lipca 1977 roku Aparico rozegrał w reprezentacji Peru 6 meczów, w których nie zdobył żadnej bramki